# Harry Hazelton Knight
Harry Hazelton Knight (ur. 13 maja 1889 w Koshkonong, zm. 6 września 1976 w Ames) – amerykański entomolog, specjalizujący się w hemipterologii.
Doktoryzował się na Uniwersytecie Cornella. W latach 1919–1924 zatrudniony był na Uniwersytecie Minnesoty. Od 1924 do około 1955 roku wykładał na Iowa State University.
Harry jest autorem 182 publikacji naukowych. Specjalizował się w taksomii i faunistyce pluskwiaków różnoskrzydłych, zwłaszcza północnoamerykańskich tasznikowatych. Opisał około 1300 nowych dla nauki gatunków. Jako pierwszy w Stanach Zjednoczonych wykorzystywał do diagnozowania gatunków w tej grupie genitalia samców. Zgromadził duży zbiór owadów, który zdeponowany jest głównie w Narodowym Muzeum Historii Naturalnej w Waszyngtonie, a w mniejszym stopniu na Texas A&M University oraz w Biosystematics Research Centre w Ottawie.